# Morti nel 1991/Febbraio
| Questa pagina contiene informazioni ricavate automaticamente dalle voci biografiche con l'ausilio del template Bio e di un bot. L'aggiornamento è periodico e automatico e ricostruisce completamente la pagina. Se manca una persona in questa lista, sei pregato di non aggiungerla, ma accertati piuttosto che la sua voce biografica contenga il template Bio e che i dati anagrafici siano correttamente compilati. Se il template Bio manca, inseriscilo tu stesso o, in alternativa, metti l'avviso {{tmp\|Bio}} che ne segnala la mancanza. Se i dati riportati sono sbagliati, correggi direttamente la voce biografica; le modifiche saranno visibili in questa lista entro pochi giorni. Per chiarimenti vedi il progetto biografie. La lista contiene solo le 89 persone che sono citate nell'enciclopedia e per le quali è stato implementato correttamente il template Bio. Pagina aggiornata al 3 mar 2024. |

- 1º febbraio - Carol Dempster, attrice statunitense (n. 1901)
- 1º febbraio - Shirō Kuramata, designer giapponese (n. 1934)
- 1º febbraio - James MacDonald, doppiatore britannico (n. 1906)
- 2 febbraio - Vincenzo De Falco, criminale italiano (n. 1953)
- 2 febbraio - Natalie Kingston, attrice statunitense (n. 1905)
- 2 febbraio - Franco Latini, doppiatore, direttore del doppiaggio e attore italiano (n. 1927)
- 2 febbraio - Howie Rader, cestista statunitense (n. 1921)
- 3 febbraio - Harry Ackerman, produttore televisivo statunitense (n. 1912)
- 3 febbraio - Maria Bigarelli, imprenditrice italiana (n. 1914)
- 3 febbraio - Nancy Kulp, attrice e doppiatrice statunitense (n. 1921)
- 4 febbraio - Károly Bartha, nuotatore ungherese (n. 1907)
- 4 febbraio - Rosanna Benzi, attivista, giornalista e scrittrice italiana (n. 1948)
- 4 febbraio - Michele Fiore, militare italiano (n. 1959)
- 4 febbraio - Johannes Pløger, calciatore danese (n. 1922)
- 5 febbraio - Pedro Arrupe, gesuita spagnolo (n. 1907)
- 5 febbraio - Manlio Biccolini, aviatore e generale italiano (n. 1916)
- 5 febbraio - Vlastimil Havlíček, calciatore cecoslovacco (n. 1924)
- 5 febbraio - Dean Jagger, attore statunitense (n. 1903)
- 5 febbraio - Rinaldo Olivieri, allenatore di calcio e calciatore italiano (n. 1935)
- 5 febbraio - John Wikström, fondista svedese (n. 1903)
- 6 febbraio - Salvatore Luria, medico e biologo italiano (n. 1912)
- 6 febbraio - Bassett Maguire, botanico statunitense (n. 1904)
- 6 febbraio - Danny Thomas, attore, produttore televisivo e regista statunitense (n. 1912)
- 6 febbraio - María Zambrano, filosofa e saggista spagnola (n. 1904)
- 8 febbraio - Hillery Brown, cestista statunitense (n. 1912)
- 8 febbraio - Elisa Martinez, religiosa italiana (n. 1905)
- 8 febbraio - Pier Giacomo Pisoni, storico italiano (n. 1928)
- 8 febbraio - Aaron Siskind, fotografo statunitense (n. 1903)
- 9 febbraio - Ottorino Bettarello, rugbista a 15 italiano (n. 1932)
- 9 febbraio - Pietro Bigerna, attore italiano (n. 1915)
- 9 febbraio - Corrado Costa, poeta italiano (n. 1929)
- 10 febbraio - Marion Roper, tuffatrice statunitense (n. 1910)
- 11 febbraio - Carlo Colombo, vescovo cattolico e teologo italiano (n. 1909)
- 11 febbraio - Bohumil Kudrna, canoista cecoslovacco (n. 1920)
- 11 febbraio - Alja Rachmanova, scrittrice e psicologa russa (n. 1898)
- 12 febbraio - Francesco Inverni, pittore e artista italiano (n. 1935)
- 12 febbraio - Eugène Kuborn, nuotatore e pallanuotista lussemburghese (n. 1902)
- 12 febbraio - Roger Patterson, bassista statunitense (n. 1968)
- 12 febbraio - Robert F. Wagner, jr., politico statunitense (n. 1910)
- 13 febbraio - Giorgio Maurizio di Sassonia-Altenburg, nobile (n. 1900)
- 13 febbraio - Arno Breker, scultore tedesco (n. 1900)
- 13 febbraio - Flaviano Labò, tenore italiano (n. 1927)
- 14 febbraio - José Adem, matematico messicano (n. 1921)
- 14 febbraio - Felix Gilbert, storico tedesco (n. 1905)
- 14 febbraio - John McCone, politico statunitense (n. 1902)
- 14 febbraio - Isidoro Meschi, presbitero e giornalista italiano (n. 1945)
- 14 febbraio - Mimma Mondadori, editrice e mercante d'arte italiana (n. 1924)
- 14 febbraio - Luigi Quagliata, architetto e urbanista italiano (n. 1899)
- 15 febbraio - Maceo Angeli, pittore italiano (n. 1908)
- 15 febbraio - David Herlihy, storico statunitense (n. 1930)
- 15 febbraio - Birger Malmsten, attore svedese (n. 1920)
- 15 febbraio - Ștefan Ströck, calciatore rumeno (n. 1901)
- 16 febbraio - Franco Bignotti, fumettista italiano (n. 1930)
- 16 febbraio - Pericle Maone, insegnante, scrittore e storico italiano (n. 1900)
- 17 febbraio - Gitta Alpár, cantante, attrice e soprano ungherese (n. 1903)
- 18 febbraio - Renate Kern, cantante tedesca (n. 1945)
- 19 febbraio - Milton S. Plesset, fisico statunitense (n. 1908)
- 19 febbraio - Ugo Procacci, storico dell'arte e funzionario italiano (n. 1905)
- 19 febbraio - Dámaso Rodríguez Martín, serial killer spagnolo (n. 1944)
- 20 febbraio - Maria Adriana Prolo, storica del cinema italiana (n. 1908)
- 21 febbraio - Nicola De Francesco, scultore e ceramista italiano (n. 1898)
- 21 febbraio - Margot Fonteyn, ballerina britannica (n. 1919)
- 21 febbraio - Nutan, attrice indiana (n. 1936)
- 22 febbraio - Andrés Mejuto, attore spagnolo (n. 1909)
- 22 febbraio - Atanasie Protopopescu, calciatore rumeno (n. 1900)
- 23 febbraio - Gösta Persson, nuotatore e pallanuotista svedese (n. 1904)
- 23 febbraio - Carlo Tolotti, matematico italiano (n. 1913)
- 24 febbraio - Georges Capdeville, arbitro di calcio francese (n. 1899)
- 24 febbraio - John Charles Daly, giornalista, conduttore radiofonico e conduttore televisivo statunitense (n. 1914)
- 24 febbraio - Héctor Rial, calciatore argentino (n. 1928)
- 24 febbraio - Jean Rogers, attrice statunitense (n. 1916)
- 24 febbraio - Lina Volonghi, attrice italiana (n. 1916)
- 25 febbraio - Albino Baldan, canottiere italiano (n. 1925)
- 25 febbraio - Sverre Hansen, lunghista norvegese (n. 1899)
- 25 febbraio - Suleiman Ali Nashnush, cestista e attore libico (n. 1943)
- 25 febbraio - Otto Tibulski, calciatore tedesco (n. 1912)
- 25 febbraio - Igor' Vladimirovič Šatrov, regista sovietico (n. 1918)
- 26 febbraio - Abraham Charité, sollevatore olandese (n. 1917)
- 26 febbraio - Ángel Fernández Franco, criminale e attore spagnolo (n. 1960)
- 26 febbraio - Slim Gaillard, cantante, polistrumentista e attore statunitense (n. 1916)
- 27 febbraio - Nuccio Costa, conduttore televisivo italiano (n. 1925)
- 27 febbraio - Charles Duchaussois, scrittore francese (n. 1940)
- 27 febbraio - Luigi Perversi, calciatore italiano (n. 1906)
- 27 febbraio - Agostino Richelmy, poeta e traduttore italiano (n. 1900)
- 28 febbraio - Reinhard Bendix, sociologo tedesco (n. 1916)
- 28 febbraio - Pietro Cimatti, poeta, scrittore e pittore italiano (n. 1929)
- 28 febbraio - Wassily Hoeffding, statistico finlandese (n. 1914)
- 28 febbraio - Sante Monachesi, artista, pittore e scultore italiano (n. 1910)
- 28 febbraio - Francesco Giuseppe del Liechtenstein, principe liechtensteinese (n. 1962)